# Mystic Circle
Mystic Circle ist eine Metal-Band aus Rheinland-Pfalz.

## Geschichte
Zu Beginn spielte die Band Death Metal, dann temporeichen Dark Metal. Mit Erscheinen des Drachenblut-Albums wurde vermehrt Wert auf eine musikalische Untermalung mit Keyboards gelegt, auf dem fast alle Melodien aufbauten. Laut Marc „Beelzebub“ Zimmer sollte das Album „so bombastisch wie möglich“ und den Texten entsprechend „Filmsoundtrack-mäßig“ werden. Dieses Konzept wurde auch auf dem folgenden Album Infernal Satanic Verses fortgesetzt. Eine Veränderung des Sounds wurde auf der CD The Great Beast vollzogen, die Lieder wurden langsamer und das Keyboard noch dominanter. Zimmers Gesang tendierte zum Death Metal. Nach dem Ausscheiden des Keyboarders Baalsulgorr wurden nur noch vereinzelt Keyboard-Passagen verwendet. Auf dem Album Open the Gates of Hell war nur noch ein Song (Wings of Death) vorhanden, in dem ein Keyboard zum Einsatz kommt. Kritiker werfen Mystic Circle vor, stets sämtliche Klischees zu bedienen, die zum jeweiligen Zeitpunkt populär sind, wie Viking-Metal-Klischees zu Demo-Zeiten, Cradle-of-Filth-Anlehnungen bei Morgenröte – Der Schrei nach Finsternis wie das Cover, Konzept und die weiblich gesprochenen Passagen, und eine Abkehr vom keyboard-lastigen Klang, als ein Großteil der Bands sich von diesem abwandte. Zimmer entgegnete dem, er habe schon immer Metal gehört und müsse sich hinter keiner Band verstecken, da seine „eh schon länger wie die“ existiere. Er verwies auf die Kunstfreiheit und die große stilistische Bandbreite im Black Metal. Weder habe Morgenröte mit Cradle of Filth zu tun, noch könne er bei Drachenblut Parallelen zu Dimmu Borgir feststellen.
Sänger Marc Zimmer verließ die Band 2008 und war zwischenzeitlich in der Band V8 Wankers als Bassist aktiv.
Das Gerücht, dass Torsten der Unhold (Torsten Hirsch, Agrypnie/Ex-Nocte Obducta) neuer Bassist und Sänger der Band wäre, dementierte er im August 2008.
Im Mai 2021 verkündete die Band über soziale Netzwerke ihre Wiedervereinigung und kündigte für November 2021 eine Single und für 2022 ein neues Album an. Die Besetzung besteht nun aus Sven Meesters unter dem Namen A.Blackwar und Marc Zimmer als Beelzebub.

## Auftreten
Der Name steht laut der Band für die Ausrichtung all ihrer Mitglieder. Die Beschreibungen sind inkonsistent; einerseits hätten alle Mitglieder dieselben Anschauungen, andererseits seien sie nicht alle Satanisten. Die eigene Musik wird wahlweise etwa als „antichrist music“ oder „Dark Satanic Metal“ bezeichnet, bei MySpace bezeichnet die Band sich als „führendes deutsches Death-/Black-Metal-Trio“. Die Band distanziert sich jedoch von den kriminellen Aktivitäten extremer Vertreter der traditionellen Black-Metal-Szene, wie dem Mord, in den Jon Nödtveidt involviert war, mit der Aussage, Mörder sollten keinen Black Metal spielen.
Als Zimmer den Legacy-Redakteur Thor Wanzek für ein Interview anrief, meldete er sich zunächst mit seinem bürgerlichen Namen, „legte jedoch Wert darauf, im Interview als ‚Graf von Beelzebub‘ bezeichnet zu werden“. Er bejahte Wanzeks Frage, ob er „der sprichwörtliche Teufel“ sei. Auf die Frage, worin sich „das pur Satanische“ äußere, antwortete Zimmer: „In den Texten und in der Aufmachung, in den Bildern.“ Auf Wanzeks erneute Nachfrage zum satanischen Konzept entgegnete Zimmer, es gebe keines, er „benutze Satan eigentlich als den Gott, der die Heerscharen der gefallenen Engel anführt, um gegen die Engel des Christentums zu kämpfen“, also nur bildlich. Wanzek bezeichnete die Darstellung der Band in Anzeigen und Interviews, die er vor dem Gespräch mit Zimmer gelesen hatte, als „stumpfsinnig und einseitig“, er habe „noch nie den Geist des Black Metal darin gefunden“. Aufgrund ihrer Anzeigen habe er die Musik nie vorurteilsfrei hören können, und die Band habe auch mit dafür gesorgt, „daß die Szene einseitiger, Klischee-überladener und uninteressanter geworden ist“. Die Band beschränke sich auf reine Provokation und Antichristentum, was „auf einer unheimlich primitiven und dumm-dreisten Art“ passiere. Da sehe er „keine Distanz, kein Geist und keine Überlegenheit“. Er „glaube nicht, daß sich Menschen, die sich tief mit Satanismus, Leidenschaft und tiefen Emotionen auseinandersetzen, für MYSTIC CIRCLE begeistern können“.
Aufgrund ihres Auftretens (u. a. mit aufgeklebten Teufelshörnern aus Kunststoff auf Konzerten), der Äußerungen von Sänger Marc Zimmer und der musikalischen Veränderung ist die Band sehr stark umstritten und wird nicht dem Black Metal zugeordnet. Von extremeren Vertretern des Untergrunds werden die Mitglieder von Mystic Circle außerdem als Verräter empfunden, durch die der Black Metal zu einem Witz werde. A. Schwarzkrieg von der Band Isegrim, der von 1992 bis 1999 unter dem Namen Aaarrrgon selbst Schlagzeuger von Mystic Circle war, charakterisierte die Band im Jahr 2003 als kitschig und unglaubwürdig:

„Mystic Circle haben nach uns [bei Last Episode] unterschrieben, wenn ich das vorher gewußt hätte, daß die da auch unterzeichnen, hätte ich es mir nochmal anders überlegt. […] Hör Dir unsere Musik an, dann deren Musik. Wir brauchen kein Keyboard-Geschwuchtele in unseren Songs, wir haben bis zu 70 Beats mehr in der Minute, außerdem wirken die Jungs nicht glaubwürdig. Aber ich möchte das Thema nicht vertiefen, ich lästere nicht gerne über andere Bands.“

Von einigen Metallern wird die Band belächelt, als kindisch oder „furchtbar amüsant“ bezeichnet oder „Mystic Circus“ genannt. Lionheart vom Tales of the Macabre zufolge würde sich „jeder kleine Mistgabel-Punk im Kindergarten“ für Pseudonyme wie „Graf von Beelzebub“ oder „Aaarrrgon“ schämen, und man könne nur über sie lachen, wenn man sie als Monty-Python-artige Black-Metal-Parodie sehen würde. Auch die Musik wirke wie eine Parodie, sie sei eine endlose Wiederholung von Dingen, die man Jahre zuvor, und besser, gehört habe. Da die Band zunächst Death Metal spielte und später keyboard-lastigen Metal mit Frauengesang, wird ihr nachgesagt, dem jeweils aktuellen Trend zu folgen.
Es kam aber auch zu Morddrohungen gegen die Band. Besonders René Wagner von der Band Nargaroth fiel durch verbale Angriffe gegen die Band und speziell Marc Zimmer auf, denen sich auch seine Fans anschlossen; Wagner warf ihnen vor, sie stünden „dem Geiste der Musik nicht nahe“. Diese Sicht wird zwar von der Black-Metal-Szene geteilt, Kritiker werfen Wagner jedoch vor, andere, private Gründe für die Fehde gegen Zimmer sowie einige andere Musiker zu haben als die vorgeschobenen.

## Diskografie

### Alben
- 1997: Morgenröte – Der Schrei nach Finsternis
- 1998: Drachenblut
- 1999: Infernal Satanic Verses
- 2001: The Great Beast
- 2002: Damien
- 2003: Open the Gates of Hell
- 2006: The Bloody Path of God
- 2022: Mystic Circle
- 2023: Erzdämon

### Singles
- 1996: Kriegsgötter
- 1997: Schwarze Magie
- 2000: Kriegsgötter II
- 2021: Letters from the Devil

### Kompilationen
- 2004: Unholy Chronicles 1992–2004

### Demos
- 1994: Dark Passion
- 1995: Von Kriegern und Helden
- 1996: Die Götter der Urväter